# Увальское
Увальское — село в Татарском районе Новосибирской области. Административный центр Увальского сельсовета.

## География
Площадь села — 203 гектара.

## Население
| 2002 | 2007 | 2010 |
| ---- | ---- | ---- |
| 817  | ↘814 | ↘661 |

## Инфраструктура
В селе по данным на 2007 год функционируют 1 учреждение здравоохранения и 2 учреждения образования.